# ملشيور راسيل
ملشيور راسيل (بالألمانية: Melchior Ruß)‏ هو مؤرخ سويسري، ولد في 1450 في لوسرن في سويسرا، وتوفي في 20 يوليو 1499.